# Überm Rauschen

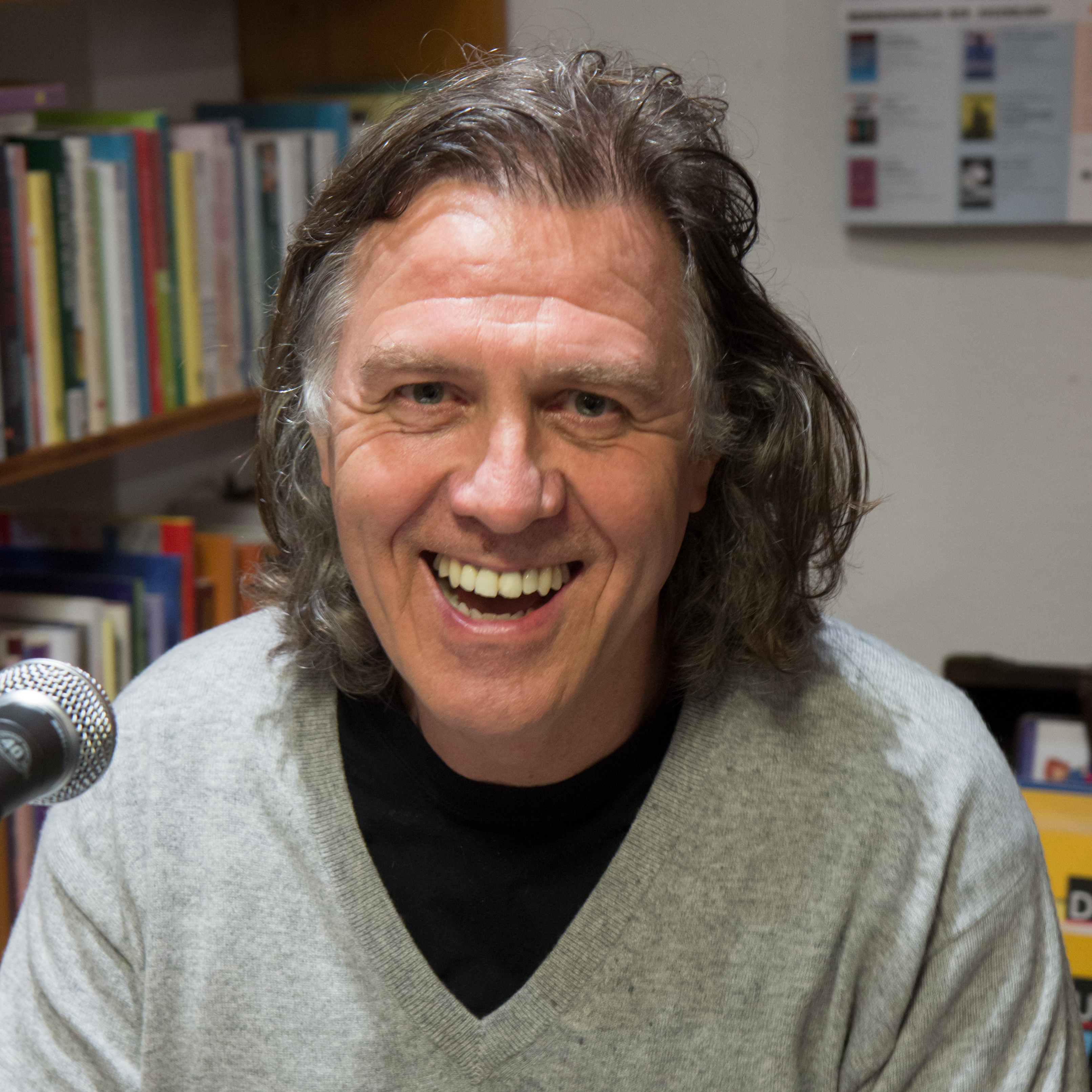
Norbert Scheuer (2013)

In seinem Roman Überm Rauschen aus dem Jahr 2009 schildert der selbst aus der Eifel stammende Schriftsteller Norbert Scheuer zwei Tage im Frühherbst 1996 und eine Kindheit und Jugend in der Eifel der 1950er und 1960er Jahre.

## Inhalt
Die Gegenwart des 45-jährigen Ich-Erzählers Leo Arimond ist der zweite Tag seines Aufenthaltes in seinem Heimatort. Nach vielen Jahren ist er zurückgekommen, um seinem älteren Bruder Hermann zu helfen. Hermann, der Wirt des familieneigenen heruntergekommenen Gasthofes am Fluss, hat sich seit Tagen in seinem Zimmer verbarrikadiert. Alma, Hermanns Lebensgefährtin, hat den Bruder und die beiden jüngeren Schwestern Claudia und Renate um Hilfe gebeten. Doch Hermann lässt niemanden herein und kein Laut dringt aus seinem Zimmer. Alma muss sich um die Gäste in der Kneipe und in den Fremdenzimmern kümmern. Die Geschwister verbringen den Tag mit vergeblichen Kontaktversuchen, mit Warten und getrennten Besuchen bei der dementen Mutter im örtlichen Altersheim.
Bei einem letzten Kontaktversuch am Abend ist die Tür zu Hermanns Zimmer plötzlich offen. Hermann sitzt nackt auf dem Bett, einen Fischköder auf seinen rasierten Kopf geklebt und seine Lippen wie ein Fischmaul geschminkt. Wenige Minuten später trifft der altgediente Polizist Sartorius in Begleitung einer Ärztin und zweier Krankenpfleger ein. Sie nehmen Hermann mit.
Die Schwestern fahren am gleichen Abend wieder nach Hause. Leo bleibt auf Almas Bitte und verbringt den nächsten Tag mit Fischen im und am Fluss.
Das Fischen war die große Leidenschaft des Vaters, der sie Hermann vermittelt hat, während Leo sich nie dafür interessierte und als Kind nur gezwungenermaßen mitgegangen ist. Die Jagd nach dem sagenhaften alten Fisch Ichthys wurde für den Vater und für Hermann zur Manie. Der Ichthys (griechisch: Fisch) ist nach alter christlicher Tradition und in der modernen Tiefenpsychologie ein Symbol für die unter Wasser verborgene Wahrheit, die es zu fangen gilt, um zur Erkenntnis zu gelangen.

Eines der zahlreichen Ichthys-Symbole

An diesem Tag stellt Leo überrascht fest, wie viel er von seinem Vater und Hermann über das Fischen gelernt hat. Das stetig fließende Wasser, das am Rauschen, dem Wehr knapp unterhalb des Elternhauses hinabstürzt, wird für Leo zum Sinnbild seines Erbes und zur Quelle lange verschütteter Erinnerungen.
Leos wichtigste Bezugsperson war Hermann, der ältere Bruder. Als Kinder teilten die beiden Jungen ein Zimmer. Leo lauschte Hermanns Erzählungen und fühlte sich geborgen. Als Jugendliche entfremdeten sie sich, besonders als Alma zwischen sie trat. Hermann, selbst in Schule und Ausbildung gescheitert, fuhr jahrelang zur See. Er schickte Leo Geld für sein Studium und Hörkassetten statt Ansichtskarten oder Briefen. Immer wieder redete er vom Fluss und den Fischen. Auch als er nach Hause zurückgekehrt war, schickte Hermann in unregelmäßigen Abständen Kassetten. Leo fand sie immer verworrener und hörte sie nicht mehr ab.
Da ist die Mutter, die ihre große Liebe bereits vor der Hochzeit durch einen Unfall verloren hat. Nach Leos Beobachtung bringt sie weder ihren vier Kindern noch ihrem Ehemann Liebe entgegen. Sie hat den Mann, den die Kinder Vater nennen, kennengelernt und geheiratet, als die beiden Söhne schon auf der Welt waren. Auch die beiden Töchter sind nach Leos Vermutung von zwei der gelegentlichen Liebhaber gezeugt worden. Die Mutter hat nie über ihre Affären geredet und auch die Kinder über ihre biologischen Väter im Unklaren gelassen.
Der Stiefvater war in der Stadt ein unbedeutender Angestellter gewesen. Als Ehemann einer sehr schönen, untreuen Ehefrau und als Gastwirt in einem abgelegenen Eifelort war er nicht glücklich geworden. Er las linke Schriftsteller, bezeichnete sich als Atheist und fühlte sich den Einheimischen überlegen. Er hatte sich immer mehr auf das Fischen zurückgezogen, obwohl das Alleinsein im Fluss das Leben für ihn nicht besser machte. Ein besonderes Erbe des Vaters, ein Fischköder, rettete Hermann aus großer Not. Der Tod des Vaters vor vielen Jahren hat Leo nicht sonderlich berührt.
Da ist Tante Reese, die den Kindern manche Wahrheiten erzählte. Vor allem ist da auch Alma, die als Sechzehnjährige in der Gastwirtschaft anheuerte und den beiden pubertierenden Jungen erste sexuelle Erfahrungen bot.
Die beiden jüngeren Schwestern spielen in Leos Weltbild nur eine marginale Rolle. Für Leo unwichtig ist auch Magda, Hermanns holländische Geliebte, die im letzten Winter im Fluss ertrunken ist, mit oder ohne Hermanns Zutun.
Das Schicksal der Familie ist eingebettet in jene Veränderungen, die die Eifel als Heimat durchmacht. Die Landwirtschaft verliert nach dem Zweiten Weltkrieg stetig an Bedeutung. Dadurch werden die Markttage, eine wichtige Einnahmequelle für die Gastwirtschaft, zunehmend uninteressant.
Der Rauschen, vor Jahrzehnten gebaut, um die örtliche Getreidemühle gleichmäßig mit Wasser versorgen zu können, hat seine Daseinsberechtigung weitgehend verloren, denn Getreide wird längst nicht mehr gemahlen.
Auch die Unpünktlichkeit der Eisenbahn, von Tante Reese genau registriert, ist ein Zeichen des Niedergangs.
An diesem Tag im ewig fließenden Wasser gewinnt Leo einige Erkenntnisse über seine Familie, seine Heimat und sich selbst. Am Ende dieses Tages erhascht Leo aus der Vergangenheit einen Hoffnungsschimmer für die Zukunft.

## Sonstiges
Norbert Scheuer erwähnt in Kapitel 3 das „wunderbare Buch“ des amerikanischen Autors Norman Maclean über seinen Bruder Paul und das Fliegenfischen: Aus der Mitte entspringt ein Fluß, das auch später unter gleichem Titel erfolgreich verfilmt wurde. Ebenfalls in Kapitel 3 sind Bücher von Berens und Renell erwähnt, die beide auch in der Danksagung aufgeführt sind.
Überm Rauschen enthält zahlreiche Zeichnungen von Fischen und Ködern. Sie wurden geschaffen von Erasmus Scheuer, dem Sohn des Autors. In ähnlicher Weise enthielt der amerikanische Roman A River Runs Through It Holzschnitte von Barry Moser.

## Auszeichnungen
- Kurzliste (Shortlist) für den Deutschen Buchpreis 2009
- Vorabdruck in der FAZ 2009
- Ein Buch für die Stadt 2010
- d.Lit.-Literaturpreis der Stadtsparkasse Düsseldorf 2010